# Rote Khmer

Fahne des Demokratischen Kampuchea. Die Fahne mit den drei gelben Tempeltürmen wurde seit den 1950ern von verschiedenen Widerstandsgruppen verwendet.

Parteifahne der Kommunistischen Partei Kampucheas wurde von 1975 bis 1979 im Inland oft neben der Staatsflagge gehisst.

Als Rote Khmer (Khmer ខ្មែរក្រហម Khmêr-krâhâm; französisch Khmers rouges) wurde neben anderen vor allem die Kommunistische Partei Kampucheas bezeichnet, eine maoistisch-nationalistisch-rassistische Guerillabewegung, die 1975 unter Führung von Pol Pot in Kambodscha an die Macht kam und bis 1979 das Land totalitär als Staatspartei regierte.
Der Name leitet sich von der mehrheitlichen Ethnie Kambodschas, den Khmer, ab und wurde durch Prinz Sihanouk geprägt, der alle linksgerichteten Oppositionellen so nannte. In Kambodscha wurden die Mitglieder und Kämpfer der kommunistischen Partei nicht Rote Khmer genannt, sondern waren als Angka (Khmer: អង្គការ ausgesprochen ong ga) bekannt. Angka war die Frontorganisation der im Geheimen agierenden kommunistischen Partei.
Die kommunistische Partei wollte die Gesellschaft mit Gewalt in eine Art Agrarkommunismus überführen. Dieser Prozess umfasste auch die fast vollständige Vertreibung der Bevölkerung der Hauptstadt Phnom Penh und weiterer großer Städte und mündete im Genozid in Kambodscha, der weltweite Bekanntheit erlangte. Bis zum Ende ihrer Herrschaft 1979 fielen der kommunistischen Partei nach den verbreitetsten Schätzungen etwa 1,7 bis 2,2 Millionen Kambodschaner (Khmer und Angehörige ethnischer und religiöser Minderheiten) zum Opfer. Die kommunistische Partei („Zentrale“ genannt) übernahm schrittweise die Kontrolle über die anderen Organisationen der Roten Khmer. So wurden zum Beispiel die Führungspositionen der Streitkräfte der Khmer Rumdo (Östliche Zone) durch Vertreter der kommunistischen Partei um Ta Mok (Führer der kommunistischen Partei in der Südwestlichen Zone) ersetzt. Kommandeure, die sich weigerten, wurden von der kommunistischen Partei ermordet. Dies führte 1977 zu einem Bürgerkrieg zwischen den Zonen (siehe So Phim, Massaker in der östlichen Zone). Pol Pot sagte 1975 selber aus, dass nur vier der 15 Khmer-Rouge-Divisionen hinter der Partei stünden und die restlichen Divisionen auf Parteilinie gebracht werden müssten.
Nach ihrem gewaltsamen Sturz und der Zerschlagung ihres Regimes durch vietnamesische Invasionstruppen wurde die kommunistische Partei erneut zu einer Untergrundbewegung. Sie wurde bei ihrem Kampf gegen die vietnamesische Besatzungsmacht und die von ihr installierte Regierung der Volksrepublik Kampuchea von verschiedenen, auch westlichen Ländern unterstützt, bis sich die Nationalarmee des Demokratischen Kampuchea 1998 endgültig auflöste. Eine juristische Aufarbeitung hatte bis dato nicht stattgefunden. Die UNO begann erst in den 1990er Jahren auf eine juristische Aufarbeitung zu drängen und richtete das Rote-Khmer-Tribunal ein. Aufgrund eines Interessenkonflikts zwischen den UN und der Regierung Kambodschas fand der erste Prozess erst im Jahr 2007 statt.
Andere Rote Khmer beteiligten sich am Aufbau der von Vietnam geschaffenen Volksrepublik Kampuchea und Rote-Khmer-Kader besetzten bedeutende Positionen in der von Vietnam eingesetzten Regierung. Die von Rote-Khmer-Kadern wieder gegründete Kambodschanische Volkspartei berief sich auf die 1951 gegründete Partei gleichen Namens und distanzierte sich von der 1960 geschaffenen Arbeiterpartei um Pol Pot. Bis Juli 2023 wurde das Land von einem ehemaligen Rote-Khmer-Führer geprägt, dem Premierminister Hun Sen. Hun Sen konnte mit seiner Win-Win-Politik wesentliche Elemente der kommunistischen Partei in die kambodschanische Gesellschaft integrieren.

## Abgrenzung und Unterteilung
Die Verwendung des Begriffs Rote Khmer ist in der Geschichtswissenschaft uneinheitlich und umstritten, wobei die Roten Khmer in provietnamesische und prochinesische Gruppen unterteilt werden. Daneben gibt es Gruppierungen, die für oder gegen Prinz Sihanouk und seine Regierung kämpften. Eine weitere Unterteilung kann zwischen Gruppierungen vorgenommen werden, die Pol Pot unterstützten, und solchen, die eher Sơn Ngọc Minh und damit Hanoi nahestanden. Auch wird in der Literatur nicht zwischen Parteien wie der Kommunistischen Partei Kampucheas, der Pracheachon, der Revolutionären Volkspartei der Khmer, der Kambodschanischen Nationalen Einheitspartei oder der Partei des Demokratischen Kampuchea, Frontorganisationen wie der Angka, den bewaffneten Kräften wie der Kambodschanischen Revolutionsarmee, der Santebal oder der Nationalarmee des Demokratischen Kampuchea unterschieden. Meistens wird für diese und weitere Organisationen der Name Rote Khmer verwendet. Die Britannica z. B. definiert die Roten Khmer als den bewaffneten Arm der kommunistischen Partei, welcher 1967 gegründet wurde und welche das Land von 1975 bis 1978 regierte. Kelvin Rowley dagegen definiert die Roten Khmer als Democratic Cambodchia, welches bis 1999 existierte.

## Ursprünge

### Historische Hintergründe

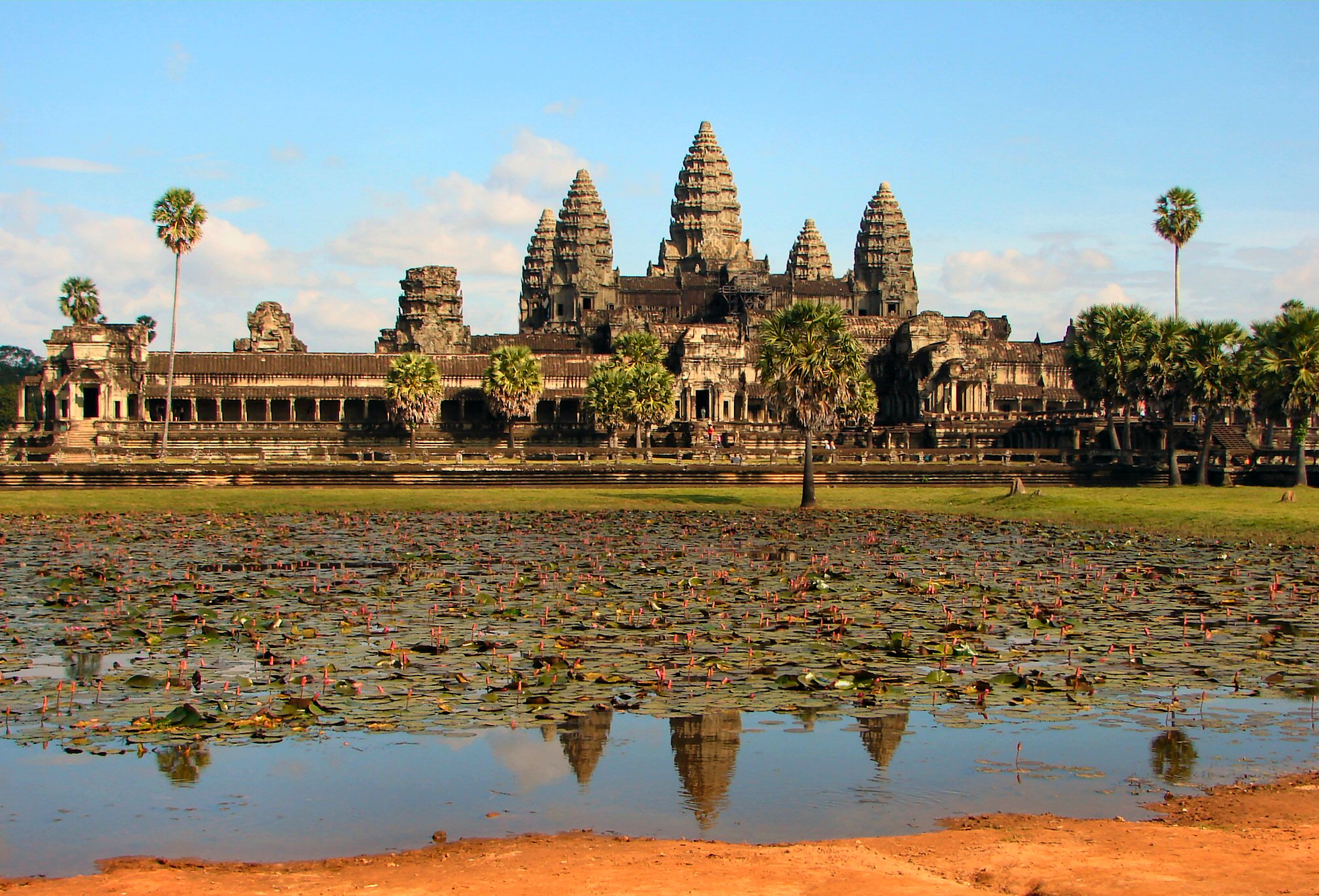
Der Tempelkomplex von Angkor Wat zeugte von der einstigen Macht der Khmer. Seine Silhouette wurde in die Fahne des Demokratischen Kampuchea aufgenommen.

Einflussgebiet des Khmer-Reiches und Nachbarstaaten um 900.

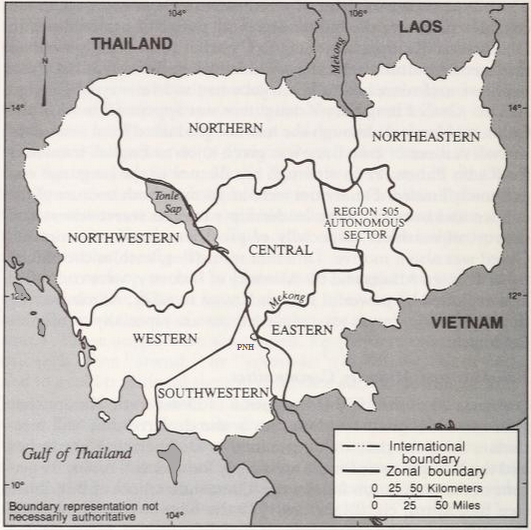
Verwaltungszonen Demokratisches Kampuchea (Quelle: Russell R. Ross (Hrsg.): Cambodia. A Country Study. Federal Research Division, 1990)

Über Jahrhunderte war das Khmer-Reich eine führende Macht in Südostasien und erstreckte sich von China bis nach Malaysia und dem heutigen Myanmar. Doch die aus China immigrierten Tai-Völker und die Vietnamesen verdrängten schließlich die Khmer aus großen Teilen von Südostasien. 1860 war das Reich der Khmer auf ein kleines Gebiet des heutigen Kambodscha zurückgedrängt. Dieses Land stand kurz davor, zwischen den rivalisierenden Mächten Siam, dem heutigen Thailand, und Vietnam aufgeteilt zu werden. Nur die Intervention Frankreichs verhinderte, dass das Land von der Landkarte verschwand. Doch die französische Kolonialverwaltung sprach das Mekongdelta und Cochinchina Vietnam zu. Grenzverträge mit Siam schnitten khmersprachige Thai vom Land der Khmer ab.
Die französische Kolonialverwaltung benötigte ab 1908 große Gebiete im Mekong-Delta für die Errichtung von Kautschukplantagen. Sie versuchte, die geeigneten Gebiete unter französische Kontrolle zu bringen. Die ehemaligen Eigentümer der Ländereien wurden mit Grundstücken in Kambodscha entschädigt oder legten im Auftrag der Kolonialherren Plantagen im Osten Kambodschas an. Durch diese Maßnahme erhöhte sich die Zahl der landlosen Kambodschaner, da sie im Gegensatz zu den zugezogenen Vietnamesen über keine geeigneten Papiere für ihre Ländereien verfügten und damit ihr Eigentum aufgeben mussten. Unter anderem führten Spannungen um Land zwischen den zugewanderten Vietnamesen und Kambodschanern zum Samlaut-Aufstand.
Der Anteil der Landbevölkerung ohne Grundbesitz war in Kambodscha in den Jahren 1950 bis 1970 von 4 % auf 20 % gestiegen und erhöhte sich im Verlauf des Kambodschanischen Bürgerkriegs weiter. Vor allem aus dieser Gruppe, und hier insbesondere den Jugendlichen ohne Bindung an Dorfgemeinschaft oder Landeigentum, rekrutierten sich die Roten Khmer. Andererseits waren durch Grenzverschiebungen unter der Kolonialherrschaft von Französisch-Indochina im bis dahin ethnisch relativ homogenen Kambodscha bedeutende Minderheiten wie zum Beispiel Vietnamesen und muslimische Cham entstanden, die schlecht integriert waren und während des späteren Genozids aus nationalistischen Gründen besonders stark verfolgt wurden. Die ersten vietnamesischen Siedler waren 1813 ins Land gekommen, nachdem der vietnamesische Herrscher Gia Long 10.000 Soldaten nach Phnom Penh entsandt hatte. Der Herrscher ermutigte Vietnamesen, sich in Kambodscha niederzulassen. Eine große Immigrationswelle startete jedoch unter der französischen Herrschaft nach 1880. Die vietnamesische Bevölkerung stieg von 4.500 im Jahr 1860 auf annähernd 200.000 im Jahr 1930. Da es vor der französischen Herrschaft kaum Verwaltungsstrukturen im Land gab, musste die Kolonialmacht einen neuen administrativen Apparat aufbauen und setzte dafür primär Vietnamesen ein. Dies schürte in Teilen der Bevölkerung Angst davor, von den Annamiten verdrängt zu werden, zumal diese auch im Militär dominierten. Der König der Khmer hatte wenig Einfluss auf das Land und keinerlei Einfluss auf die Verwaltung. Die Gegensätze zwischen der von China beeinflussten vietnamesischen Kultur und der von Indien beeinflussten Khmer-Kultur waren enorm. Die meisten Khmer lehnten eine indochinesische Föderation unter der Leitung einer vietnamesischen, kommunistischen Partei ebenso ab wie eine Union mit Vietnam während der französischen Kolonialzeit. Die meisten Khmer schauten eher nach Thailand, das ihnen kulturell näherstand. Zwischen 1964 und 1975 beherrschten die Vietkong und nordvietnamesische Truppen einen großen Teil des Landes östlich des Mekongs. Sie benötigten Rückzugsgebiete im Kampf gegen das südvietnamesische Regime und die USA. Vietnamesische Truppen beherrschten Angkor Wat. Die Bombardierung dieser Gebiete durch die amerikanische Luftwaffe erzeugte einen Hass gegen die Vietnamesen. 1970 waren 65.000 vietnamesische Soldaten im Land stationiert. Die Bevölkerung bezahlte mit Flächenbombardements in einem Krieg, den sie nicht führen wollte.
Neben einer starken Armee hatte das Khmer-Reich auf einer effektiven Landwirtschaft basiert. Es waren gewaltige Bewässerungssysteme entstanden, um mehrere Ernten im Jahr zu ermöglichen. Mit dem Niedergang des Khmer-Reiches wurden die Bauern auf die Subsistenzwirtschaft zurückgeworfen und die Bewässerungssysteme verfielen. Dies interpretierten die Führer der Roten-Khmer dahingehend, dass die Khmer faul geworden seien. Die vietnamesischen, chinesischen, siamesischen und französischen Händler dominierten das wirtschaftliche Geschehen im Lande. Ziel der Rote-Khmer-Führer war das Wiedererstarken der Khmer-Nation im Sinne von Angkor. Es ist kein Zufall, dass die Khmer-Führer die Silhouette der alten Tempelanlage von Angkor Wat in ihre Fahne aufnahmen.

### Entstehung der Roten Khmer
Wesentliche Grundlage der Politik der Roten Khmer und der Kommunistischen Partei bildete die Dissertation von Khieu Samphan aus dem Jahr 1959 mit Namen Die Wirtschaft Kambodschas und die Probleme seiner Industrialisierung (französisch: L’économie du Cambodge et ses problèmes d’industrialisation). Der Autor empfahl eine Konzentration auf die landeseigenen Ressourcen, eine Beschränkung des Einsatzes ausländischen Kapitals und eine Konzentration der Arbeitskräfte in Landwirtschaft, Warenproduktion und Energieversorgung.
Teile der Roten Khmer hatten ihren Ursprung in der Kommunistischen Partei Kambodschas, die 1951 aus der indochinesischen KP entstand und sich anfangs Revolutionäre Volkspartei der Khmer (RVPK) und später Arbeiterpartei von Kampuchea (WPK) nannte. Bis 1954 wurden unter Sơn Ngọc Minh und Tou Samouth über 1.000 Parteimitglieder gewonnen und unter Aufsicht der Việt Minh die Miliz Khmer Issarak auf über 5.000 Mann ausgebaut. Im linken Flügel dieser Miliz, dessen Angehörige Norodom Sihanouk abschätzig als Khmer Việt Minh bezeichnete, fanden sich spätere Führungskader der Roten Khmer wie zum Beispiel Ta Mok und Keo Meas wieder. Prinz Sihanouk, der nach einem manipulierten Wahlsieg im Jahr 1955 zum alleinigen Machthaber wurde, unterdrückte die politische Opposition, so dass ein Drittel der RVPK-Mitglieder und viele „Khmer Viet Minh“ nach Hanoi flohen. Zudem hatte Kambodscha mit der Indochinakonferenz die Unabhängigkeit erreicht, womit viele Kämpfer ihre Ziele als erreicht ansahen und sich die Khmer Issarak nahezu vollständig auflösten. Während die älteren, sich an Vietnam orientierenden und zumeist volksnahen Parteikader durch die Geheimpolizei besonders stark verfolgt wurden, blieb die jüngere Generation, die aus besseren Verhältnissen stammte und oft über akademische Bildung verfügte, von der Repression ausgenommen. Ein Zirkel von ehemaligen Studenten aus Paris um Pol Pot gewann daher zu dieser Zeit in der RVPK an Einfluss und übernahm nach der Ermordung von Samouth, die wahrscheinlich auf sie zurückgeht, Anfang 1963 die Parteiführung. Diese ging bald darauf in den Untergrund, so dass ab 1967 eine kommunistische Guerillabewegung gegen das Regime von Sihanouk auf dem Land entstand.
1965 stand die Regierung Nordvietnams vor einem großen Dilemma. Die Regierung Sihanouk galt offiziell als ihr Verbündeter. Sihanouk erlaubte den Vietkong Rückzugsbasen auf seinem Territorium und Nachschub konnte durch den Hafen Sihanoukville an ihre Streitkräfte geliefert werden. Anderseits entglitt den Entscheidungsträgern in Hanoi die Kontrolle über die Kommunistische Partei in Kambodscha. Sollte Hanoi versuchen, eine neue provietnamesische kommunistische Partei in Kambodscha zu etablieren oder sollte sie versuchen, die noch bestehenden Strukturen der Partei zu infiltrieren. In den Augen Vietnams galt Pol Pot als unzuverlässig und antivietnamesisch. Hanoi entschied sich für die zweite Variante und beorderte nach Hanoi geflohene Kader in den Süden, um die Partei zu infiltrieren. Die Regierung in Hanoi versprach sich durch die Infiltration einen stärkeren Einfluss von Sơn Ngọc Minh und eine Schwächung des Einflusses durch Pol Pot. Doch Sơn Ngọc hatte nicht viele Anhänger in der Kommunistischen Partei im Lande. Keo Meas beschuldigte ihn fett in Hanoi im Exil zu sitzen während die Parteimitglieder an der Front umgebracht wurden.
Im September 1966 benannte sich die WPK in Kommunistische Partei Kampucheas (KPK) um, womit Pol Pot möglicherweise eine Distanzierung von Hanoi und eine Annäherung an die Kommunistische Partei Chinas zu signalisieren beabsichtigte. Am 17. Januar 1968 kam es während des Samlaut-Aufstands zu einem Gefecht mit Regierungskräften, das später von den Roten Khmer als Geburtsstunde ihres militärischen Flügels, der Kambodschanischen Revolutionsarmee gefeiert wurde. Zur Zeit der offiziellen Gründung des bewaffneten Flügels im März 1969 zählte dieser knapp 800 Guerillas und wuchs bis 1972 auf 40.000 an.
Bis 1970 hatte Sihanouk Kambodscha aus den die Region erschütternden Krisen (Vietnamkrieg und dessen Ausweitung auf Laos) durch geschickte Diplomatie herausgehalten, und das Land galt als eines der politisch stabileren in Südostasien. Den Vereinigten Staaten war es ein Dorn im Auge, dass die gegen die amerikanischen Truppen in Vietnam kämpfende vietnamesische Nationale Front für die Befreiung Südvietnams (Vietcong) den östlichen Teil des kambodschanischen Territoriums als Transportweg (u. a. den Ho-Chi-Minh-Pfad) und Rückzugsgebiet nutzte. Die NLF unterstützte die kommunistische Guerilla in Kambodscha. Die Gruppe hatte sich mehrfach umbenannt, weshalb König Sihanouk gegenüber der Presse den Sammelbegriff „Rote Khmer“ für alle Gruppierungen im linken Lager verwendete, der sich dann im Ausland durchsetzte; selber hatten sich die Roten Khmer nie so bezeichnet. Der kambodschanische Militärhistoriker Nhem Boraden wies 2013 darauf hin, dass in der Literatur keine Einigkeit über die Verwendung des Begriffs Rote Khmer herrscht. Eine Forschergruppe um David P. Chandler, Steve Heder und Chhang Youk, den Direktor des Documentation Center of Cambodia, fasse den Begriff als zu vage und in Teilen bedeutungslos auf und orientiere sich stattdessen bei der Aufarbeitung des Pol-Pot-Regimes und dem Genozid in Kambodscha an den Strukturen der Kommunistischen Partei Kampucheas und dem Demokratischen Kampuchea. Noch unter Sihanouks Herrschaft eskalierte der Stellvertreterkrieg im Osten Kambodschas insbesondere mit dem Beginn der Operation Menu. Im Grenzgebiet zu Vietnam lagen und bekämpften sich somit nun der Vietcong, die Nordvietnamesische Armee (NVA), die Roten Khmer, die Streitkräfte Kambodschas und die United States Air Force.
Nach seinem Sturz durch Lon Nol am 18. März 1970 ging Sihanouk ins Exil nach Peking und verbündete sich mit dem kommunistischen Widerstand in der Front uni national du Kampuchéa (FUNK). Als Gouvernement royal d’union nationale du Kampuchéa (GRUNK) bildeten Sihanoukisten und die KPK eine Exilregierung, der Khieu Samphan, Hu Nim und Hou Yuon angehörten. Als nationale Identifikationsfigur konnte Sihanouk in erheblichem Umfang insbesondere die Landbevölkerung für seine Zwecke mobilisieren. So rief er nur zwei Tage nach seinem Sturz die Kambodschaner dazu auf, in die Wälder zu gehen und sich dem Widerstand anzuschließen, was später viele einfache Soldaten der Roten Khmer als auslösendes Moment ihrer Rekrutierung bezeichneten. Die Verehrung für Sihanouk war so groß, dass selbst viele Mönche für die Sache der GRUNK eintraten. Ihre Reihen wuchsen von 6.000 auf 50.000 Kämpfer an. Die revolutionäre Moral dieser Kämpfer ließ allerdings zu wünschen übrig, und kommunistische Ideen wie zum Beispiel Auflehnung gegen in Kambodscha kaum vorhandene Großgrundbesitzer erwiesen sich für die weitere Rekrutierung als eher hinderlich. Bis 1972 führten vor allem die NVA und aus dem vietnamesischen Exil zurückgekehrte „Khmer Viet Minh“ den Kambodschanischen Bürgerkrieg gegen Lon Nol, wobei sie die nordöstlichen Provinzen größtenteils einnahmen.
Während die Führung um Pol Pot, auch bekannt als Bruder Nr. 1, sich an Peking orientierte und Vietnam gegenüber feindlich eingestellt war, arbeiteten viele lokale Parteikader und die Khmer Issarak insbesondere im Osten Kambodschas noch mit dem Vietcong zusammen. Die Machtzentrale der Roten Khmer um Pol Pot und Nuon Chea, auch bekannt als Bruder Nr. 2, begann ab 1971 mit der politischen Säuberung der Bewegung von Sihanoukisten, Khmer Issarak und gemäßigten, provietnamesischen Kommunisten. In den meisten Regionen des Landes war diese Maßnahme bis 1975 abgeschlossen. Die Mordaktionen richteten sich auch gegen ethnische Minderheiten innerhalb der Partei und Milizen, wie zum Beispiel in der Provinz Koh Kong gegen die Angehörigen der Thai oder in der Provinz Ratanakiri gegen die Bergvölker. Das Außenministerium der Vereinigten Staaten, das 1973/1974 anhand von Interviews mit Flüchtlingen eine der ersten Studien zu den Roten Khmer durchführte, konnte diesen Bruch innerhalb der Bewegung zwischen den Hardlinern der Khmer Krahom (deutsch: „Rote Khmer“) und den gemäßigten Kräften der Khmer Rumdo (deutsch: „Khmer Befreiung“) identifizieren. Eine ursprüngliche Faktion der Roten Khmer, die bis Ende 1974 in bewaffneten Konflikt mit der KPK geraten war, stellten die Khmer Saor (deutsch: „Weiße Khmer“) dar, welche aus muslimischen Cham bestanden. Diese waren als autonome Miliz in Reihen der Roten Khmer nur in der östlichen Verwaltungszone toleriert, aber im Jahr 1974 durch die zentrale Parteiführung aufgelöst worden.
Armeegeneral Lon Nol erhielt von Washington umfangreiche Wirtschafts- und Militärhilfen. Die Beteiligung der CIA an dem Putsch bleibt unbewiesen, aber sie waren damit zufrieden. Im März 1970 startete Nordvietnam auf Wunsch der Roten Khmer eine Offensive gegen die kambodschanische Armee. Es überrannte schnell große Teile Ostkambodschas und übergab die eroberten Gebiete den Roten Khmer. Mit Lon Nols Zustimmung versuchten Richard Nixon und sein Außenminister Henry Kissinger, Kambodscha von der nordvietnamesischen Infiltration militärisch zu säubern. Die US-Luftwaffe flog von 1970 bis 1973 schwere Bombenangriffe gegen Kämpfer der Vietnamesen und Roten Khmer, beginnend mit der Operation Menu. Dabei kamen 50.000 bis 150.000 Menschen ums Leben, was zur Rekrutierung der kambodschanischen Bevölkerung für die Roten Khmer beitrug. Von amerikanischen B-52-Flugzeugen wurden vom 4. Oktober 1965 bis zum 15. August 1973 insgesamt 2.756.941 Tonnen und alleine 1973 doppelt so viele Bomben über Kambodscha abgeworfen wie über Japan während des gesamten Zweiten Weltkrieges (im gesamten Zweiten Weltkrieg – inklusive Hiroshima (15.000 Tonnen) und Nagasaki (20.000 Tonnen) – wurden 2 Millionen Tonnen Bomben abgeworfen). Kambodscha ist halb so groß wie Deutschland.

## Aufstellung von Ben Kiernan
In seinem Aufsatz The American bombardment of Kampuchea, 1969-1977 fasste Ben Kiernan den Zusammenhang zwischen Bombardierung und Unterstützung der Roten Khmer wie folgt zusammen.
| Jahr | Bombenangriffe | Tonnen                           | Mitglieder Rote Khmer |
| ---- | -------------- | -------------------------------- | --------------------- |
| 1969 | 003.600        | 108.000                          | 001.000               |
| 1970 | 008.000        | 121.000 (1970 und 1971 zusammen) | 075.000               |
| 1971 | 061.000        | 121.000 (1970 und 1971 zusammen) | 150.000               |
| 1972 | 025.000        | 053.000                          | 200.000               |
| 1973 | 130.000        | 357.000                          | 220.000 (Juni)        |
|      | 227.000        | 539.129                          |                       |

Die vietnamesische Invasion in Kambodscha, die auf Ersuchen der Roten Khmer eingeleitet wurde, wird ebenfalls, auch von Shawcross, als ein Hauptfaktor für ihren späteren Sieg angeführt. Vietnam räumte später ein, dass sie „eine entscheidende Rolle“ bei der Machtergreifung gespielt habe. China bewaffnete die Roten Khmer und bildete sie während des Bürgerkrieges aus und half ihnen auch noch während Jahren danach.
Als der US-Kongress 1973 die militärische Unterstützung der Regierung Lon Nol suspendierte, wuchs die Übermacht der Roten Khmer massiv an und überforderte die Regierungsstreitkräfte, die Khmer National Armed Forces, hoffnungslos. Am 17. April 1975 eroberten die Roten Khmer Phnom Penh und stürzten die Republik Khmer unter Hinrichtung aller ihrer Offiziere.

## Herrschaft der Roten Khmer
Am 17. April 1975 wurde Phnom Penh von den Roten Khmer eingenommen, das „Demokratische Kampuchea“ ausgerufen und der im Exil lebende Prinz Norodom Sihanouk als Staatsoberhaupt eingesetzt. Bereits am 18. April erkannte die thailändische Regierung unter Premierminister Kukrit Pramoj die Roten Khmer als legitime Regierung an.
Die meisten Einwohner der Stadt freuten sich über das Ende der Kämpfe und begrüßten die einmarschierenden Truppen jubelnd. Ein großer Teil der Kämpfer bestand aus Kindersoldaten, die zu diesem Zeitpunkt nichts anderes als ein Leben als Soldaten kannten.
Die Stimmungslage kippte schnell, als Pol Pot und die Roten Khmer mit der Errichtung eines Terrorregimes begannen. Am 4. April 1976 wurde Norodom Sihanouk wegen seiner Kritik am Kurs der Roten Khmer als Staatsoberhaupt abgesetzt und unter Hausarrest gestellt, Khieu Samphan zum neuen Staatsoberhaupt und Pol Pot zum Regierungschef ernannt.

### Geheimhaltung
Eine Eigenheit der Herrschaft in Kambodscha, die sie von den anderen Diktaturen unterschied, war die völlige Geheimhaltung von Partei und führenden Funktionären. Sie verbargen sich hinter einer vorgeblichen Organisation mit der Bezeichnung Angka (Kurzform von angka padevat, „revolutionäre Organisation“). Den ersten öffentlichen Auftritt absolvierte Pol Pot erst rund ein Jahr nach der Machtübernahme im März 1976 als „Arbeiter einer Kautschukplantage“. Pol Pot ließ keine Biografie von sich veröffentlichen, es gab keine Textsammlungen und nur wenige Fotos von ihm. Viele Kambodschaner erfuhren erst nach seinem Sturz von der Identität ihres Regierungschefs.

### Ideologie und Wirklichkeit

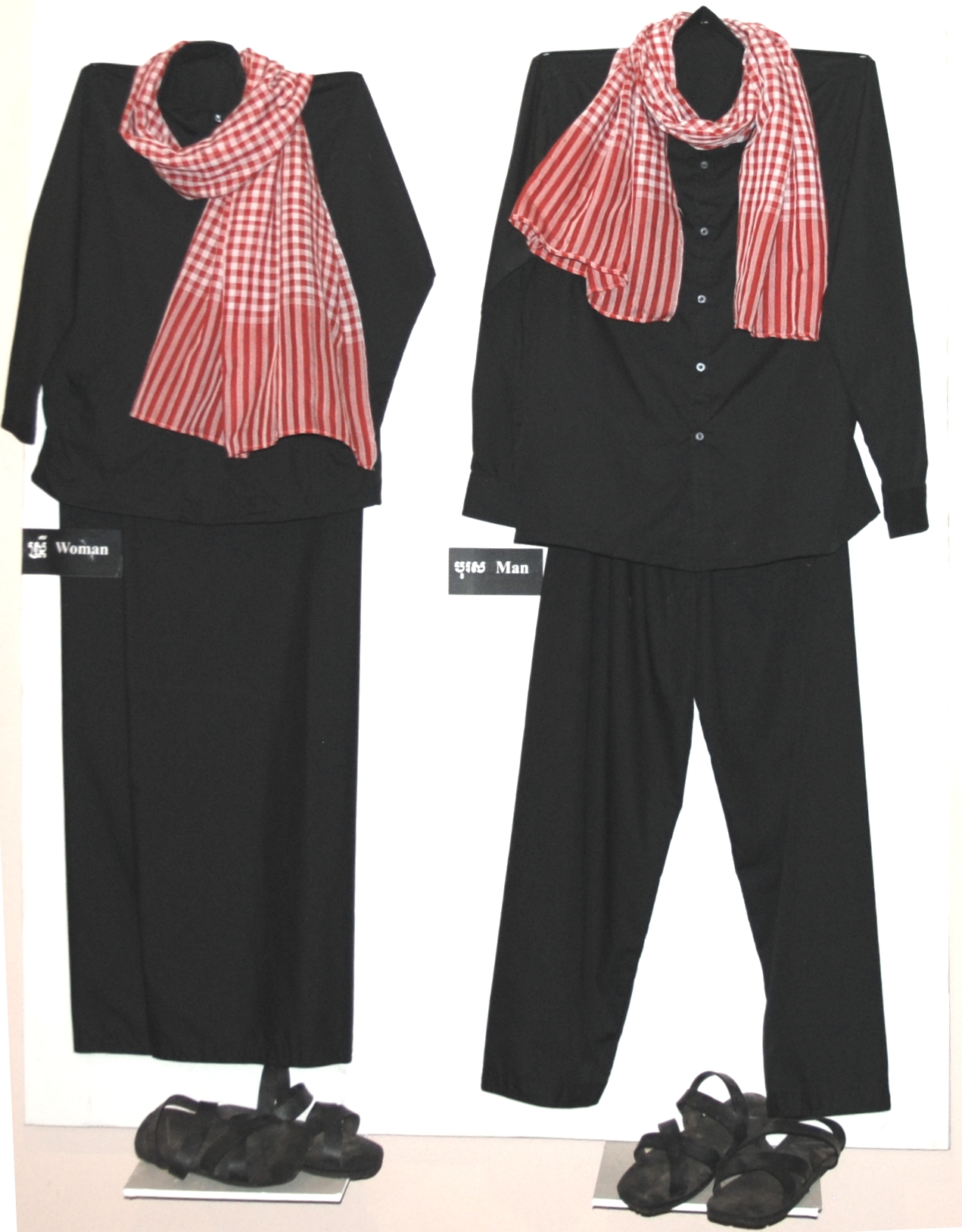
Kleidung der Roten Khmer

Den kommunistischen Ideen hing Pol Pot schon als junger Mann an, trat mit 18 Jahren in die Demokratische Partei ein und wenig später, als Student in Paris, in die Kommunistische Partei Frankreichs. Die Ursachen für die Armut Kambodschas sah er neben der Korruption des Lon-Nol-Regimes gerade im Unterschied von Stadt und Land. Also glaubte er, das Bauerntum stärken und alles Städtische zerstören zu müssen.
Die Roten Khmer orientierten sich zwar am Maoismus, wiesen aber deutliche Unterschiede in der ideologischen Ausrichtung zur Volksrepublik China auf. Zentrale Elemente des Kommunismus wie industrieller Fortschritt, Technisierung und das Proletariat als Revolutionsträger fehlten, wohingegen das Bauerntum glorifiziert wurde und die Führungsspitze in extremer Verborgenheit agierte, selbst als sie die Staatsmacht innehatte. Aufgrund dieser Charakteristika wurde die Herrschaft der Roten Khmer auch mit dem politischen Schlagwort Steinzeitkommunismus bezeichnet.
Die sofortige Deportation der Stadtbevölkerung auf die Reisfelder des Landes verwandelte das zuvor über zwei Millionen Einwohner zählende Phnom Penh binnen weniger Tage in eine Geisterstadt, ebenso wurden die Provinzhauptstädte entvölkert. Auf diesem „langen Marsch“, der bis zu einem Monat dauerte, starben tausende Menschen (insbesondere Ältere und Kinder) aufgrund der Strapazen.
Bald war jeder Überlebende zum Arbeiter gewandelt und gezwungen, eine schwarze Einheitskleidung zu tragen, die jede Individualität beseitigen sollte. Die Sprecher der Roten Khmer verkündeten den Beginn eines neuen revolutionären Zeitalters, in dem jede Form der Unterdrückung und der Gewaltherrschaft abgeschafft sei.
In den ersten Monaten dieser revolutionären Ära verwandelte sich das Land in ein gigantisches Arbeits- und Gefangenenlager. Tagesarbeitszeiten von zwölf Stunden oder mehr waren keine Seltenheit, und jeder Schritt der Arbeiter wurde so überwacht, dass fast jeder um sein Leben fürchten musste. Wer zu spät zur Arbeit kam, konnte wegen des Verdachts auf Sabotage hingerichtet werden. Sprechen während der Arbeit war verboten.
Geld wurde abgeschafft, Bücher wurden verbrannt, Lehrer, Händler und beinahe die gesamte intellektuelle Elite des Landes wurden ermordet, um den Agrarkommunismus, wie er Pol Pot vorschwebte, zu verwirklichen. Die beabsichtigte Verlagerung der Wirtschaftstätigkeit aufs Land bedingte deren vollständiges Erliegen, da auch Industrie- und Dienstleistungsbetriebe – Banken, Krankenhäuser, Schulen – geschlossen wurden.
Des Weiteren verboten die Roten Khmer jegliche Religionsausübung. Im Zuge seiner Bestrebungen zur Auslöschung der Religion ließ das Pol-Pot-Regime Hunderte von buddhistischen Klöstern, christlichen Kirchen und Moscheen zerstören.
1976 stellte Pol Pot einen Vierjahresplan auf, der alle Klassenunterschiede beseitigen und das Land in eine „blühende kommunistische Zukunft“ führen sollte. Die landwirtschaftliche Produktivität Kambodschas sollte verdreifacht werden, um durch Nahrungsexporte die benötigten Devisen zu erhalten. Doch dieses Ziel wurde nicht erreicht, da die wirtschaftliche Infrastruktur größtenteils zerstört war und die Landarbeiter zu einem großen Teil ohne Arbeitsgeräte auskommen mussten.
Die Versorgung mit Nahrung brach auch durch Fehlplanung und Misswirtschaft zusammen. Da lokale Führungskräfte Repressalien befürchteten, fälschten sie die Ernteberichte. Der Ertrag wurde dennoch abgeführt. Nahrungsmangel und Zwangsarbeit sowie fehlende medizinische Versorgung führten zum Tod Hunderttausender. Viele der verantwortlichen Führungskräfte wurden wegen Sabotage des Vier-Jahres-Plans inhaftiert und kamen ums Leben.
Der Plan sah auch die Wiedereinführung eines Schulwesens vor. Ab 1977 sollten Kinder wieder ausgebildet werden. Das alte Schulwesen war abgeschafft worden, weil es von antirevolutionären Kräften beherrscht worden war. Der Plan sah ein dreistufiges Bildungssystem vor. Arbeit und Schule sollten Hand in Hand gehen. Noten, Zeugnisse und Zertifikate waren in diesem System nicht vorgesehen. Der Plan sah auch Bildungsangebote durch Radiosender vor. Über Lautsprechersysteme sollten die Inhalte an die Arbeitenden herangetragen werden. Die Partei gab auch eine Anzahl von Publikationen heraus, die wichtigste war die monatliche Zeitschrift Tong Padewat, Revolutionäre Fahnen.

#### Wissenschaftliche Kontroverse um den Charakter der Diktatur
Ob die totalitäre Diktatur der Roten Khmer ein kommunistisches System war, wird unter Experten und Historikern kontrovers diskutiert. So vertritt der amerikanische Historiker Eric D. Weitz die These, dass die Roten Khmer eine eigenständige Synthese zwischen Kommunismus und rassistischem Nationalismus geschaffen hätten. Richard Pipes und David P. Chandler sind wiederum der Meinung, dass die Roten Khmer die reinste Verkörperung des Kommunismus bzw. Marxismus-Leninismus darstellten, wenn er zu seinem logischen Schluss vorangetrieben werde. Völlig anders sieht dies wiederum Michael Vickery, der die Auffassung vertritt, die Diktatur der Roten Khmer sei weder stalinistisch noch anderweitig kommunistisch gewesen, sondern die einzige siegreiche Bauernrevolution in modernen Zeiten. Andere Autoren wie Ben Kiernan nehmen an, die wichtigsten Themen des Regimes seien die Rassenfrage und die zentrale Kontrolle gewesen; so wurden auch Kommunisten in der Regel ermordet, wenn sie keine ethnischen Khmer waren. Es handelte sich weder um eine proletarische Revolution noch um eine Bauernrevolution, weil Bauern nicht grundsätzlich bevorzugt wurden. Außerdem fehlte dem Regime der Glaube an Geschichte als unausweichlicher Fortschritt, wie er zentral für den orthodoxen Marxismus ist. Selbst in der Verfassung von 1976 tauchte weder der Sozialismus noch der Kommunismus auf. Auch fehlte der übliche Dualismus kommunistischer Systeme von staatlicher Regierung und Verwaltung einerseits und ideologischer Partei andererseits. Die Überzeugung der Überlegenheit von Technologie und Industrialisierung, sowie eine Planwirtschaft, wie sie in kommunistischen Systemen zu den zentralen Vorstellungen gehören, fehlten auch vollständig. Die städtische Bevölkerung zur Landarbeit zu zwingen ist sogar den extremsten kommunistischen Ideologien fremd, dort wird immer die Einheit der Bauern und Arbeiter betont und der klassische Industriearbeiter heroisiert. In der Rhetorik der Roten Khmer fanden sich nur einige marxistische Phrasen, die aber mit der Realität nichts zu tun hatten. Sogar die Vorstellung einer Erziehungsdiktatur, die einige marxistische Befreiungsbewegungen in der Dritten Welt verkündeten, wurden dadurch pervertiert, dass man sogar nur vage Andersdenkende entweder sofort oder durch Zwangsarbeit auf den Reisfeldern umbrachte. Auch in anderer Hinsicht wich die Diktatur scharf von leninistischen Standardpraktiken ab, weil sie die Rechte des Industrieproletariats verneinte, indem sie sogar Arbeiter aus den Städten trieben und in die unterste soziale Gruppe stießen.
Die Ideologie der Roten Khmer stellte eine Mischung aus verschiedenen Einflüssen dar, die nur schwer gegeneinander abzuwiegen sind. So finden sich Elemente eines Khmer-Elite-Chauvinismus, Dritte-Welt-Befreiungsnationalismus, ein primitiver Stalinismus und einige Elemente von Maos Konzept vom „großen Sprung“. Das Hauptmotiv von Pol Pots Programm war wahrscheinlich ein Khmer-Rassenchauvinismus gepaart mit Taktiken und Strategien, die aus revolutionären Modellen anderer Länder stammten. Ferner finden sich in der Ideologie der Roten Khmer hyper-nationalistische Pan-Elemente, die für kommunistische Systeme ungewöhnlich sind. Unyptisch für kommunistische Regime ist auch die Geheimhaltung, mit der sich das Zentrum der kommunistischen Partei umgab. Erst 1977 gab Pol Pot offiziell zu, dass überhaupt eine kommunistische Partei in Kambodscha existiere, in abgelegenen Regionen blieb allerdings noch bis 1978 die Mitgliedschaft in der Partei geheim.
Ein weiterer kontroverser Aspekt ist bisher auch ungeklärt. So meint Kiernan, dass Pol Pot das Territorium des mittelalterlichen Angkor-Königreiches gewaltsam wiederherstellen und an Thailand und Vietnam verlorene Gebiete zurückerobern wollte, Kambodscha sollte also zu seinen imaginären Ursprüngen zurückkehren. Dem widerspricht Karl D. Jackson, die Roten Khmer wollten nicht in die Zeit des Khmer-Großreiches zurück, sondern strebten eine Version einer kommunistischen Modernität, ähnlich wie Mao, an, da sie in Ansätzen versucht hätten, die entvölkerten Städte mit eigenen verarmten Bauern neu zu besiedeln, die dann – weitgehend erfolglos – die Fabriken und modernen Einrichtungen wieder in Gang bringen sollten.

### Massenmord

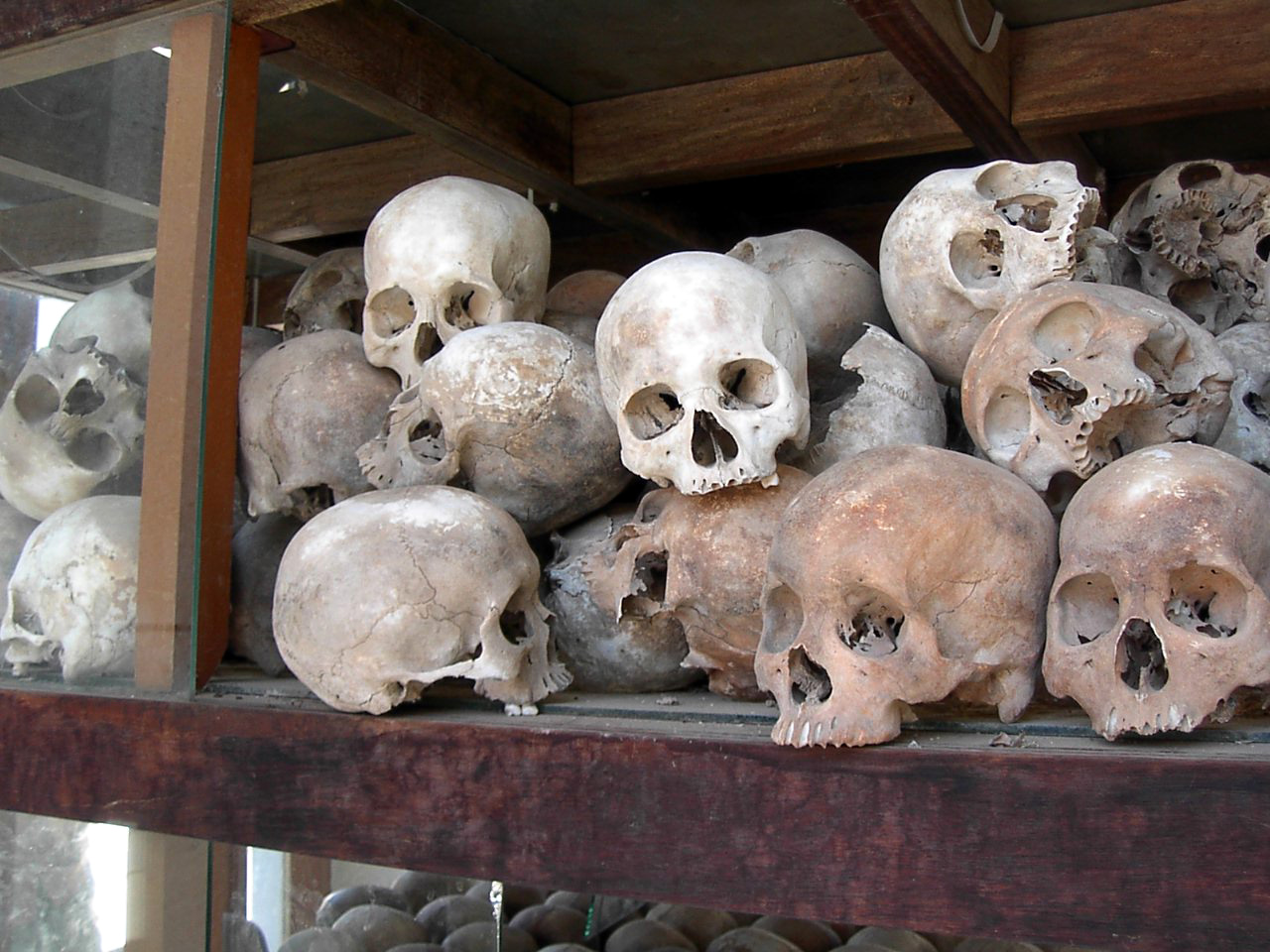
Schädel von Opfern der Roten Khmer

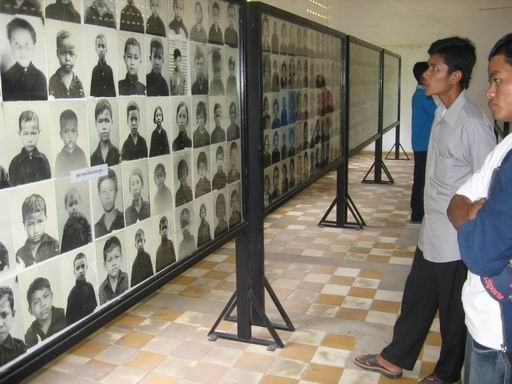
Fotos der Opfer der Roten Khmer

Gleichzeitig wurden sogenannte Massensäuberungen vorgenommen. Wer im Verdacht stand, mit Ausländern zu kollaborieren, wurde mit Ehegatten und Kindern ermordet. Nicht nur Pol Pot und die Roten Khmer machten Minderheiten, vor allem Vietnamesen und Ausländer, für die Notlage Kambodschas verantwortlich. Die Vietnamesen waren nicht nur unbeliebt, weil sie den Krieg nach Kambodscha getragen hatten, sondern auch, weil sie – von den Franzosen zur Zeit der französischen Kolonialherrschaft in Indochina für Verwaltungsaufgaben ins Land geholt – für viele ein Symbol für die Fremdbestimmung des Landes darstellten. Zudem beanspruchten die Roten Khmer das Mekongdelta (Kampuchea Krom) für Kambodscha, das als Cochinchina durch die Kolonialherrschaft der Franzosen Vietnam zugefallen war.
Die „Bourgeoisie“ wurde „abgeschafft“, und um ein „Bourgeois“ zu sein, reichte es oft, lesen oder eine Fremdsprache (vor allem Französisch) sprechen zu können. Unter der Diktatur der Roten Khmer wurden massenhaft Oppositionelle wie Monarchisten und Anhänger des Lon-Nol-Regimes und deren Ehegatten und Kinder getötet, aber auch jene Kommunisten, die kurz vor der Machtübernahme aus Vietnam nach Kambodscha zurückgekehrt waren.

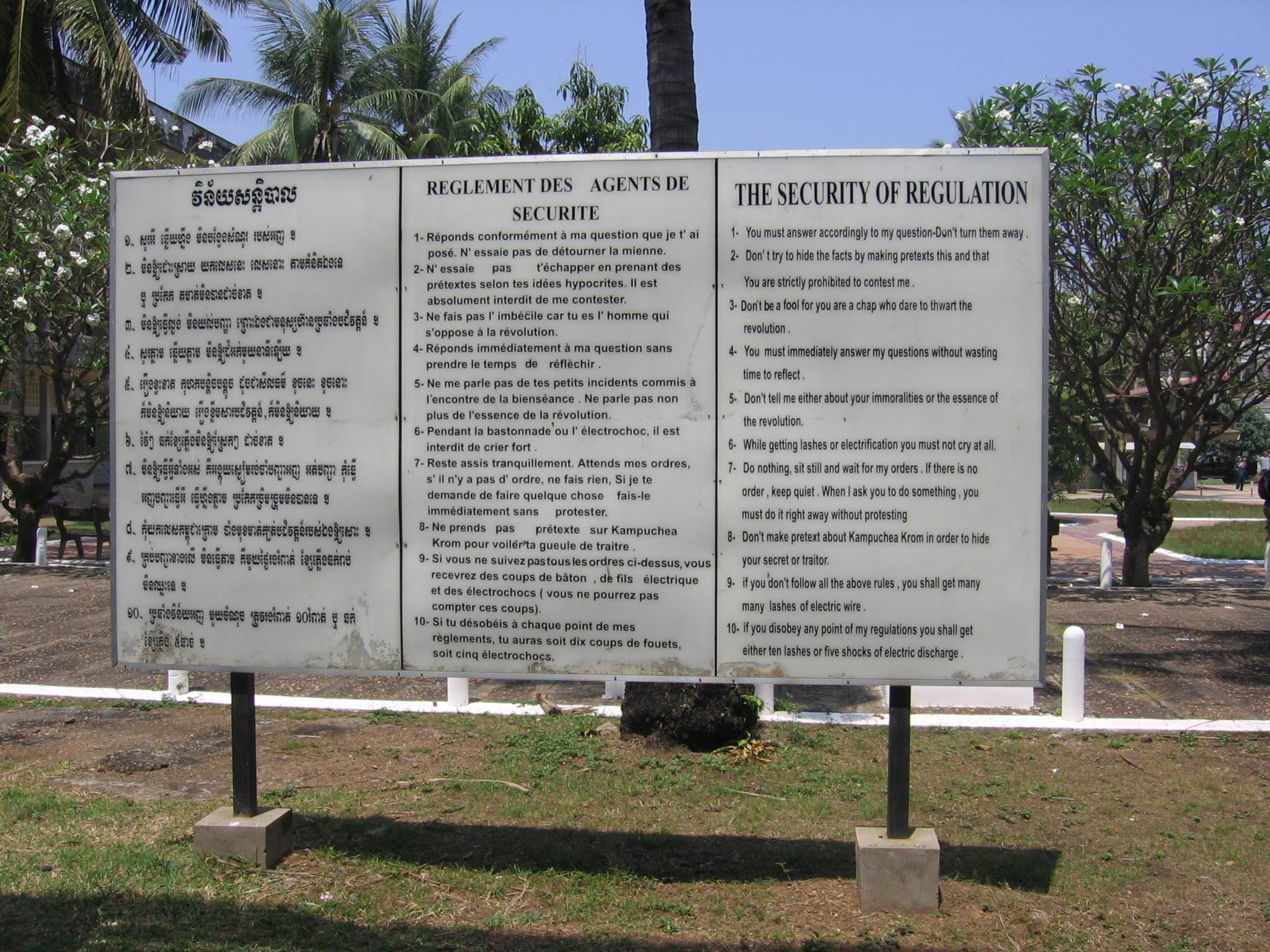
Tafel in der Gedenkstätte Tuol Sleng mit den für die Gefangenen des Lagers verbindlichen Regeln

Während der vierjährigen Schreckensherrschaft wurden schätzungsweise 1,7 bis 2,2 Millionen Menschen in Todeslagern umgebracht, oder sie kamen bei der Zwangsarbeit auf den Reisfeldern ums Leben (bei einer Gesamtbevölkerung von etwas mehr als sieben Millionen, was einem Viertel bis über 30 % entspricht). Im berüchtigten „Sicherheitsgefängnis 21“ in Phnom Penh, das unter der Leitung des unter seinem Pseudonym „Duch“ (auch „Dëuch“ oder „Deuch“) bekannten Kaing Guek Eav stand, überlebten sieben von insgesamt 15.000 bis 30.000 Gefangenen. Wer dort nicht an der Folter starb, wurde auf den Killing Fields vor den Toren der Stadt umgebracht.
Die Massensäuberung wird auch als Autogenozid bezeichnet, da die Vernichtungsmaßnahmen der Regierung auf das eigene Staatsvolk zielten. Ebenfalls von Massenmorden betroffen waren Angehörige der vietnamesischen Minderheit, der indigenen muslimischen Cham und der Bergvölker. Die Rechte dieser und anderer Ethnien wurden vom Pol-Pot-Regime grundsätzlich missachtet. Ein 1977 veröffentlichtes Regierungsdokument des Demokratischen Kampuchea stellte fest, dass der Bevölkerungsanteil von Minderheiten nur 1 % betrage, obwohl dieser tatsächlich bei 20 % lag. So wurden die Bergvölker als „Khmer Loeu“ (deutsch: „obere Khmer“) und die Cham als „islamische Khmer“ bezeichnet. Während David P. Chandler und Michael Vickery in ihren Werken zur jüngeren Geschichte Kambodschas das Pol-Pot-Regime zwar als chauvinistisch einstuften, jedoch nicht von einem Genozid in diesem Zusammenhang sprachen, war Ben Kiernan der erste Historiker, der die Minderheitenpolitik der Roten Khmer ausdrücklich als ethnische Säuberungen bezeichnete. Neben den Cham und Vietnamesen wurde auch die chinesische Minderheit ein Opfer der Roten Khmer, so dass sich die Anzahl der ethnischen Chinesen von 430.000 auf 215.000 dezimierte. In diesem Fall liegt die Ursache für den Genozid weniger im Rassismus der KPK-Führung als in der Sozialstruktur der chinesischen Bevölkerungsgruppe begründet: Da die Chinesen überwiegend in den Städten lebten und oft wohlhabender und gebildeter als der Durchschnitt der Bevölkerung waren, wurden sie besonders oft als Neue Menschen auf das Land deportiert. Da sie anders als viele Khmer unter den Neuen Menschen, die aus Dörfern stammten oder dort Verwandte hatten, an harte Feldarbeit und die Entbehrungen nicht gewöhnt waren, starben sie besonders häufig an Entkräftung oder Krankheiten. Viele Chinesen wurden außerdem als bürgerliche Intellektuelle identifiziert und ermordet. Die Massenmorde an den Vietnamesen und Cham wurden im späteren Strafprozess gegen Angehörige der Roten Khmer ausdrücklich als Völkermord bezeichnet.
Berichte über die Gräueltaten der Roten Khmer sorgten bis zu deren Absetzung für Diskussionen. Die Berichte von John Barron und Anthony Paul sowie Pater François Ponchaud, der als Erster in seinem 1977 erschienenen Buch Cambodge – année zéro über Massenmorde in Kambodscha schrieb, wurden von westlichen Linken wie dem Medienkritiker Noam Chomsky als nicht objektiv dargestellt. Die Aufmerksamkeit, die den berichteten Menschenrechtsverletzungen aus Kambodscha in der Presse zukomme, sei im Vergleich zu den Gräueltaten der Amerikaner in Kambodscha und Vietnam unverhältnismäßig, so Chomsky und Edward S. Herman in The Nation am 6. Juni 1977. Chomsky verwahrte sich gegen die Vorwürfe, seine damalige Kritik komme einer Relativierung der Schreckensherrschaft der Roten Khmer gleich. Zu sehen sei seine Kritik vielmehr als Widerlegung der Darstellung Kambodschas als eines „sanftmütigen Landes“, das 1975 durch die Roten Khmer plötzlich in den Abgrund gestoßen worden sei.

### Opferzahlen
Bis heute wurden etliche Massengräber mit insgesamt ca. 1,39 Millionen Leichnamen im Land entdeckt, ausgegraben und ausgewertet. Diverse Studien differieren in ihrer Einschätzung der Gesamtopferzahlen zwischen 740.000 und 3.000.000. Die meisten bewegen sich zwischen 1,4 Millionen und 2,2 Millionen, wobei als Todesursache zur einen Hälfte Hinrichtungen (so durch Erschießen, Erschlagen, Enthauptung mit Feldhacken und Ersticken mittels Plastiktüten; Kleinkinder wurden an Bäumen zerschmettert) und zur anderen Hälfte Tod durch Nahrungsmangel und Krankheiten angenommen wird.

## Entmachtung und Guerillakampf
Am 25. Dezember 1978 marschierten Truppen des wiedervereinigten Vietnam nach von den Roten Khmer initiierten Grenzzwischenfällen in Kambodscha mit dem Ziel ein, das Pol-Pot-Regime zu stürzen und eine provietnamesische Regierung zu installieren. Dies geschah schon im Januar 1979, indem die Nationale Einheitsfront für die Rettung Kampucheas das Pol-Pot-Regime stürzte und als neuen Regierungschef Heng Samrin einsetzte. Dieser war ein ehemaliges Mitglied der Roten Khmer, der sich jedoch aufgrund der innerparteilichen Säuberungen im Mai 1978 nach Vietnam abgesetzt hatte. Drei Tage nach dem Einmarsch der Vietnamesen in Phnom Penh rief er die Volksrepublik Kampuchea aus. Pol Pot und seine Anhänger zogen sich in den Dschungel im thailändischen Grenzgebiet zurück, und Norodom Sihanouk ging neuerlich ins chinesische Exil. Verschiedene westliche Staaten, u. a. die Bundesrepublik Deutschland und die USA sowie das – traditionell mit Vietnam rivalisierende – Nachbarland Thailand protestierten gegen den Einmarsch. Im Mai 1979 kontrollierten die Roten Khmer keine nennenswerte Gebiete mehr im Land und operierten von thailändischen Flüchtlingslagern aus, welche von UN und Internationalen NGO errichtet worden waren. Im November des Jahres besuchte Rosalynn Carter die Roten Khmer Flüchtlingslager in Thailand und Kambodscha kam wieder auf die Agenda der Weltpresse. Diese zeichnete ein Bild von verhungerten und sterbenden Kambodschanern. 1980 hatten die Roten Khmer noch eine Stärke von 35.000 Mann und kontrollierten zirka 100.000 Zivilisten.
Die darauf folgende Guerillataktik der Roten Khmer sowie die ständige Lebensmittelknappheit führten zur Massenflucht von Kambodschanern nach Thailand. Die thailändische Regierung war zugleich – trotz aller ideologischen Gegensätze – eine der wichtigsten Unterstützerinnen der Roten Khmer, da diese als wichtigste Gegenspieler der vietnamesischen Besatzungsmacht und des von ihnen eingesetzten provietnamesischen und prosowjetischen Regimes in Phnom Penh gesehen wurden. Die thailändische Regierung von Kriangsak Chomanan erklärte, das Pol-Pot-Regime weiterhin als einzige legitime Regierung Kambodschas anzuerkennen, und bot den Führern der Roten Khmer freies Geleit über thailändisches Territorium. Thailand ließ es zu, dass die Roten Khmer von Basen auf seinem Staatsgebiet aus agierten und überließ ihnen zum Teil die Organisation der Flüchtlingslager im thailändisch-kambodschanischen Grenzgebiet. Thailändische Regierungsvertreter ermutigten die Volksrepublik China, die Roten Khmer zu unterstützen und mit Waffen zu beliefern. Sie ermöglichten den Transport der Waffen zu den Roten Khmer und ihre Finanzierung durch Abzweigen von eigentlich für die zivilen Flüchtlinge bestimmten Hilfsgeldern sowie den Verkauf von Edelsteinen. Federführend war dabei das thailändische Außenministerium unter Siddhi Savetsila. Dieser bezeichnete den Militärchef der Roten Khmer, Son Sen, als „einen sehr guten Menschen“.
Thailand drängte auch darauf, dass die Roten Khmer und zwei nichtkommunistische Oppositionsgruppen – die FUNCINPEC („Nationale Front für ein unabhängiges, neutrales, friedliches und kooperatives Kambodscha“) von Norodom Sihanouk sowie die antikommunistische Nationale Befreiungsfront des Khmer-Volkes des früheren Premierministers Son Sann – eine gemeinsame Exilregierung bilden sollten. Der thailändische Außenminister Siddhi Savetsila reiste nach Peking zu Prinz Sihanouk und drohte mit einer Einstellung der Finanzhilfen, sollte das Bündnis nicht zustande kommen. Daraufhin bildeten die drei Gruppen im Juni 1982 die Koalitionsregierung des Demokratischen Kampuchea mit Sitz im malaysischen Kuala Lumpur, mit Sihanouk als Präsidenten und Khieu Samphan als Außenminister. Diese wurde von den Vereinten Nationen als legitime Vertretung Kambodschas anerkannt und nahm den kambodschanischen Sitz in der UNO-Generalversammlung ein. Die Unterstützung Thailands, Chinas und der westlichen Länder für die Roten Khmer erhielt so einen legitimen Anstrich. Die Staaten des Ostblocks, Indien und verschiedene Länder der Dritten Welt hingegen erkannten die neue Regierung unter Heng Samrin an.
1979 wurde über den Sitz des Landes Kambodscha in der Generalversammlung der UN abgestimmt. 71 Länder, darunter die Vereinigten Staaten von Amerika, Kanada und Australien, stimmten dafür, dass die Roten Khmer ihren Sitz bei der UN behalten sollten. 35 Staaten wollten den Sitz der Volksrepublik zugestehen. Dieser Block wurde von Vietnam und der Sowjetunion angeführt. 34 Länder enthielten sich der Stimme, darunter Frankreich und Schweden. Obwohl die Roten Khmer zu diesem Zeitpunkt keinerlei Macht im Land hatten und keinerlei Verwaltungsstrukturen besaßen, verblieb der Sitz bei der UN bei ihnen. Der Theologe Theodore Hesburgh war ein erklärter Gegner dieser Entwicklung. Er meinte es wäre vergleichbar, wenn man Adolf Hitler nach dem verlorenen Krieg einen Sitz in der UN zugestanden hätte. Der US-amerikanische Diplomat Robert Rosenstock verteidigte die Entscheidung seines Landes, man müsse zwischen Moral und Völkerrecht entscheiden. Die vietnamesische Invasion wäre ein klarer Bruch des Völkerrechts gewesen und deswegen müsse der Sitz bei den Roten Khmer verbleiben. Im selben Jahr intervenierte Tansania in Uganda und entmachtete den Diktator Idi Amin, Frankreich intervenierte in Zentralafrika und entmachtete den Diktator Bokassa. Beide Interventionen wurde nicht als Bruch des Völkerrechtes gesehen, obwohl Vietnam auch nur einen grausamen Diktator vertrieben hatte, und die neueingesetzten Regierungen konnten problemlos den UN-Sitz von den jeweiligen Vorgängerregierungen übernehmen. Die USA, China und südostasiatischen Länder wie Thailand, Malaysia und Singapur schöpften dagegen alle diplomatischen Möglichkeiten aus, sodass die Roten Khmer ihren Sitz behalten konnten. Zwischen 1979 und 1990 konnten die Roten Khmer erfolgreich ihren UN-Sitz verteidigen, obwohl einige Länder wie das Vereinigte Königreich und Australien aufgrund öffentlichen Drucks ihre Position überdenken mussten und sich der Stimme enthielten. Die meisten westlichen Länder blieben dabei, die Roten Khmer als legitime Vertreter des Kambodschanischen Volkes anzuerkennen. Darunter waren Länder wie Belgien, Kanada, Dänemark, Bundesrepublik Deutschland, Japan, Luxemburg, Neuseeland, Portugal, das Vereinigte Königreich und die USA.
Während die Roten Khmer keine nennenswerten außenpolitischen Aktivitäten während ihrer Herrschaft entwickelten, änderte sich dies nach ihrem Machtverlust. Sie waren präsent in vielen Treffen von UN und anderen internationalen Organisationen, während die Regierung der Volksrepublik keine Repräsentanten zu diesen Gremien entsenden konnte. Als z. B. 1979 eine Malaria-Epidemie im Land ausbrach, konnte der Vertreter der Roten Khmer bei der WHO keinerlei Angaben darüber machen, während Vertreter der Regierung der Volksrepublik zu den Sitzungen der WHO gar nicht zugelassen worden waren. Sie blockierten durch ihren Sitz bei der UN sämtliche Hilfen für das Land und erreichten, dass UN-Hilfe nur ihren Flüchtlingslagern zugutekam. Die Roten Khmer schickten Vertreter zur ITU, obwohl sie gar kein funktionierendes Fernmeldewesen unterhielten, und zur ICAO, obwohl sie über keine Flugzeuge oder Flughäfen verfügten. Dies hatte fatale Folgen für die Regierung von Heng Samrin. Die UN-Organisationen konnten dem Land keine Hilfe zukommen lassen. Die eigentliche Regierung des Landes existierte in den Augen der UN nicht. Trotz Hungersnöten und anderer gravierender Probleme wurde die Bevölkerung des Landes von UN-Organisationen nicht unterstützt. Phnom Penh war auf Hilfe des Ostblocks und Vietnams angewiesen. Dabei hätte UN-Hilfe dem Land wirklich genutzt. Die Regierung musste 1979 von null anfangen. Die gesamte Verwaltung und Strukturen wie Schulen, Krankenhäuser, Polizei und Justiz mussten neu aufgebaut werden. Dabei waren die meisten Spezialisten tot oder ins Ausland geflüchtet. Nur vietnamesische und Ostblock-Spezialisten halfen bei dieser Aufgabe, während die Roten Khmer Unterstützung von westlichen Spezialisten und Organisationen erhielten.

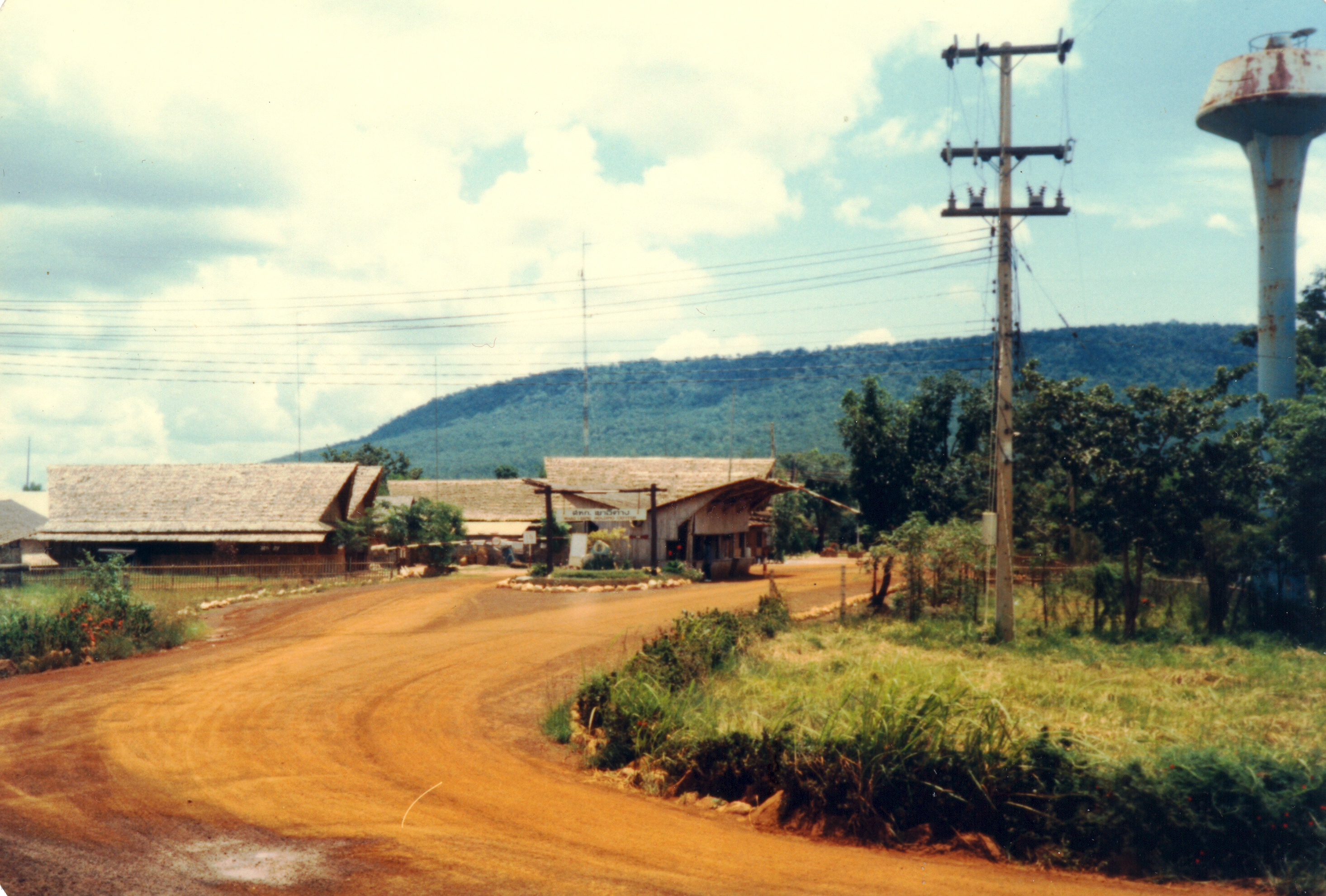
Eingang zum Flüchtlingslager Khao I Dang. In solchen Lagern rekrutierten die Roten Khmer ihre Soldaten. Man vermutet, dass 80 % der Kämpfer nach 1985 in solchen Lagern rekrutiert wurden.

Am Anfang des Jahres 1985 konnten die vietnamesischen Truppen und die Armee der Regierung Heng Samrins erstmals das gesamte Grenzgebiet zwischen Thailand und Kambodscha einnehmen. Die Roten Khmer und ihre Verbündeten verloren 20 Basen und mussten sich komplett nach Thailand zurückziehen. Die Außenminister der ASEAN Staaten trafen sich in Bangkok und in einer gemeinsamen Erklärung forderten sie, die Roten Khmer vermehrt militärisch zu unterstützen. Im selben Jahr gab Vietnam die Forderung auf, sie würden sich erst aus dem Land zurückziehen, wenn China seine Hilfe für die Roten Khmer einstellen würde. Das thailändische Grenzgebiet profitierte wirtschaftlich von der Präsenz der Roten Khmer durch die Internationale Hilfe, welche den Flüchtlingslagern zugutekamen, und durch Korruption: Man schätzt, dass nur 20 % der Internationalen Hilfen das Flüchtlingslager Mak Mun erreichten. Die von der UNHCR und dem IKRK betriebenen Flüchtlingslager dienten als Basen für die Roten Khmer. Das thailändische Militär diente nicht nur zur Sicherung der Flüchtlingslager wie Khao I Dang, sondern es unterstützte die Roten Khmer auch im Kampf gegen die vietnamesischen Truppen. Lager dienten zur Rekrutierung von neuen Soldaten. Die Internationalen Hilfsorganisationen übernahmen daher einen großen Anteil beim Wiederaufbau und Stärkung der Rote-Khmer-Truppen. Es wird geschätzt, dass 30 % der internationalen Hilfe direkt den Rote-Khmer-Soldaten zugutekamen. Die Regierung von Heng Samrin und Vietnam reagierten mit dem K-5 Plan auf das Wiedererstarken der Roten Khmer in den Flüchtlingslagern in Thailand. Dabei handelte es sich um einen 700 Kilometer langen und 500 Meter breiten Streifen Land, welcher durch den Dschungel entlang der Grenze gezogen wurde. Der Streifen war durch Zäune gesichert und vermint. Sämtliche Bäume im Streifen wurden gefällt, um den Truppen ein freies Schussfeld zu liefern. Bunkeranlagen und Stützpunkte komplettierten die Verteidigungsanlagen. Der Streifen wurde primär durch Zwangsarbeiter angelegt, welche unter unmenschlichen Bedingungen die Verteidigungsanlagen anlegen mussten.

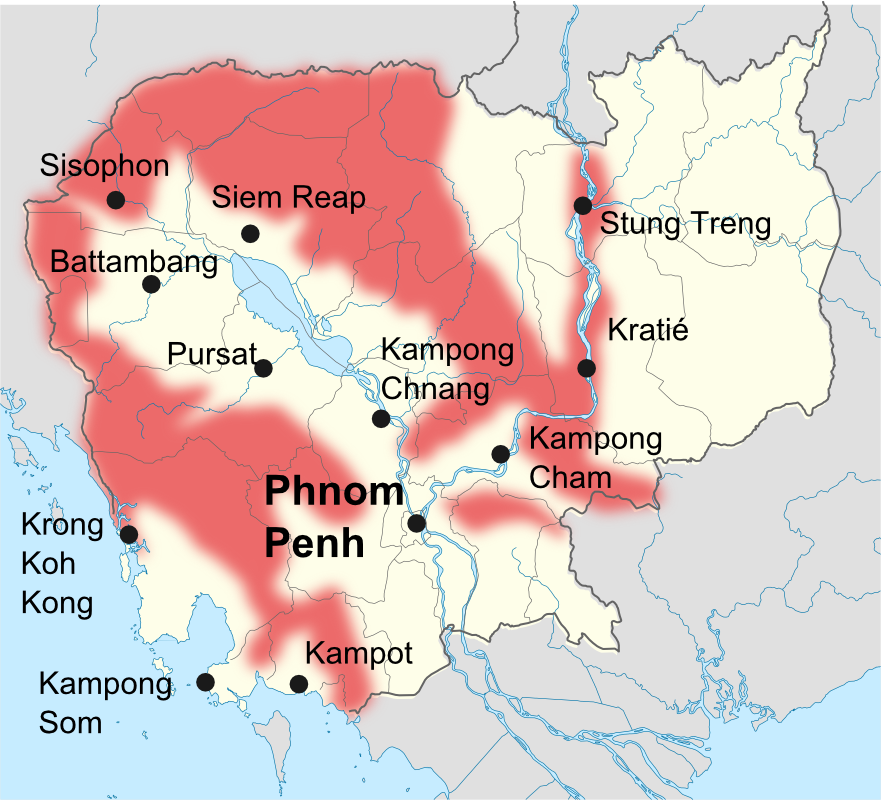
Gebiete mit Guerillaaktionen der Roten Khmer 1989/1990

Im September 1989 zogen sich die vietnamesischen Truppen aus Kambodscha zurück, Heng Samrin blieb weiter an der Macht. Die Verfassung Kambodschas wurde geändert, der Staat neuerlich umbenannt, diesmal in „Staat Kambodscha“, der Buddhismus wurde zur Staatsreligion erklärt. Die Roten Khmer konnten nach dem Abzug der Vietnamesen viele ihrer alten Basen im Grenzgebiet zu Thailand wie Anlong Veng zurückerobern, welches als neues Hauptquartier der Gruppe diente. Der K-5 -Plan konnte dies nicht verhindern.
Am 24. Oktober 1989 gelang es zwei Divisionen der Roten Khmer, die wirtschaftlich wichtige Stadt Pailin einzunehmen. Die Stadt war reich an Bodenschätzen und Standort mehrerer Edelsteinminen. Die Stadt wurde von 6.000 Regierungssoldaten verteidigt. Die Roten Khmer konnten mit ihrer Divisionen 320 und 412 auch das Grenzgebiet zu Thailand einnehmen und erbeuteten eine Menge an Waffen, einschließlich Kampfpanzer und Artillerie.
Norodom Sihanouk kehrte 1990 nach Phnom Penh zurück, die Regierung Samrin wurde durch die Aktionen der Widerstandsgruppen weiter geschwächt. Am 24. Juni 1991 unterzeichneten schließlich alle kambodschanischen Bürgerkriegsparteien einschließlich der Roten Khmer in Paris einen unter UN-Vermittlung ausgehandelten Waffenstillstand. Vorsitzender der Übergangsregierung, des „Obersten Nationalrats“, wurde Norodom Sihanouk.
1992 weigerten sich die Roten Khmer, sich diesem Pariser Friedensabkommen entsprechend unter UN-Aufsicht entwaffnen zu lassen. Der Bürgerkrieg flammte wieder auf. Wirtschaftssanktionen gegen die von den Roten Khmer kontrollierten Gebiete wurden verhängt und Thailand schloss die Grenzen zu diesen Regionen. Dieser Schritt fiel der thailändischen Regierung nicht leicht: Zu groß waren die Wirtschaftsinteressen und die Regierung von Chuan Leekpai kam unter großen Druck, die Forderungen der UN nicht zu erfüllen. Eine Gruppe von 48 thailändischen Minen, Edelstein- und Holzhandelsgesellschaften forderten, dass sie ihre Konzessionen ausschöpfen könnten. Die Unternehmen hätten 600 Millionen Dollar in ihre Aktivitäten in Gebieten unter der Herrschaft der Roten Khmer investiert. Sie drängten auf Ausnahmeregelungen. Sie argumentierten, dass das Embargo die Roten Khmer wenig treffen würden, hätten sie doch den Großteil der Konzessionsgelder bereits erhalten. Das Embargo würde die Edelsteinindustrie in Trat und Chanthaburi hart treffen, da die Ressourcen in Thailand seit 1984 bereits ausgeschöpft wären. Ohne die Saphire und Smaragde müssten viele Edelsteinschleifereien schließen. Auch die Wirtschaft würde unter Holzmangel leiden, da die Regierung Chuan Leekpai ein nationales Abholzverbot in Thailand erlassen hätte. Auch behaupteten sie, das Embargo würde japanischen Unternehmen erlauben, den Teakholz-Markt zu monopolisieren, da die japanischen Firmen Lizenzen von der Regierung in Phnom Penh erhalten hätten. Das Embargo würde sich in Wirklichkeit gegen Thailand richten.
Im September 1993 wurden unter Aufsicht der Vereinten Nationen die ersten freien Wahlen seit 20 Jahren abgehalten; die Roten Khmer traten aber zu den Wahlen nicht an. Sie erlaubten aber die Teilnahme an den Wahlen und unterstützten diese. Die Roten Khmer zählten zu diesem Zeitpunkt noch an die 10.000 Kämpfer und bildeten nach ihrem offiziellen Verbot im Juli 1994 eine Gegenregierung in der Provinz Preah Vihear.
Am 7. Juli 1993 konnten die Roten Khmer die Tempelanlagen von Preah Vihear an der thailändischen Grenze einnehmen. Anfang 1994 startete die Regierung eine große Militäroperation gegen Anlong Veng und Pailin. Die Regierungstruppen konnten beide Regionen einnehmen. Die Roten Khmer flüchteten in den Dschungel. Aber der Sieg war nicht von langer Dauer. Bereits am 24. Februar konnten die Roten Khmer Anlong Veng zurückerobern. Pailin wurde am 19. April 1994 von den Roten Khmer zurückerobert. Ieng Sary startete nach dem Erfolg eine großangelegte Offensive in Richtung Battambang und konnte erst wenige Kilometer vor der Stadt gestoppt werden. 60.000 Zivilisten mussten aus den Kampfgebieten flüchten.
Die Stadt Pailin an der thailändisch-kambodschanischen Grenze stand noch bis 1997 unter der Kontrolle der Roten Khmer. Dort lebten unbehelligt ihre Führungspersonen Nuon Chea („Bruder Nr. 2“) und Ieng Sary („Bruder Nr. 3“). Diese führten im August 1996 Verhandlungen mit den Premierministern Hun Sen und Norodom Ranariddh. Dadurch kam es zu einem Bruch zwischen Ieng Sary und Pol Pot. Während sich die Roten Khmer in Anlong Veng mit den Truppen von Norodom Ranariddh verbündeten und der National United Front beitraten, verbündeten sich die Roten Khmer in Pailin mit den Truppen von Hun Sen. Auch Ranariddh hatte versucht, die Roten Khmer in Pailin auf seine Seite zu ziehen. Doch die Roten Khmer in Pailin zwangen den Hubschrauber von Ranariddh zur Rückkehr nach Phnom Penh, als er versuchte in Samlaut zu landen. Die Roten Khmer hatten über Funk gedroht, ihn abzuschießen. Pol Pot schickte Truppen von Anlong Veng nach Pailin, um Ieng Sary zu stoppen. Doch diese Truppen liefen zu Ieng Sary über. Im Juli 1997 brachen Kämpfe in Phnom Penh zwischen den Truppen der rivalisierenden Premierminister aus. Dabei gingen die Truppen von Hun Sens CPP-Truppen als Sieger hervor, die Truppen loyal zu Norodom Ranariddh mussten sich in die thailändische Grenzregion um O'Smach zurückziehen, die unter der Kontrolle der Roten Khmer aus Anlong Veng stand. Dabei wurden die Truppen Ranariddhs von Rote Khmer Einheiten unter der Führung von Ta Mok unterstützt. Erst im Februar 1998 wurde ein von Japan initiierter Waffenstillstand zwischen den Truppen von Hun Sen und den Truppen von Ranariddh unterzeichnet. Die verbündeten Roten Khmer zogen sich nach Anlong Veng zurück, nachdem sie O'Smach über Monate gegen die überlegenen CPP-Truppen verteidigt hatten. Auch Thailand griff mit Artillerie in die Kämpfe um O'Smach ein.
Aufgrund der Machtkämpfe in Phnom Penh im Juli 1997 kam es zu einem inneren Zerfall der Roten Khmer. Großzügige Angebote der Regierung um Hun Sen mit seiner Win-Win Politik ermöglichten es vielen Angehörigen und Führern der Roten Khmer, sich der CPP-Regierung unterzuordnen und sich großteils unbehelligt ein neues Leben aufzubauen. Den Roten Khmer in Pailin wurde Autonomie zugesichert und der Distrikt aus der Provinz Battambang herausgelöst. 1997 wurde Pol Pot von den Roten Khmer, jetzt unter der Führung von Oung Choeun alias Ta Mok, dem wegen seiner Brutalität berüchtigten „Schlächter“ bzw. vormaligen Chef der südwestlichen Zone des Demokratischen Kampuchea, aus seiner Führungsposition als „Bruder Nr. 1“ verdrängt und als Verräter zu lebenslanger Haft verurteilt. Am 10. Juni 1997 hatte er befohlen, den damaligen Verteidigungsminister der Organisation Son Sen mit dessen Frau, Kindern und Enkeln sowie weitere Familienangehörige in Anlong Veng zu erschießen. Anschließend ließ er die Leichen mit Lastwagen überfahren. Pol Pot hatte Son Sen vorgeworfen, Gespräche mit der Regierung geführt zu haben. Auch eine Delegation der FUNCINPEC hatte er ermorden lassen, welche zu Gesprächen nach Anlong Veng gekommen waren. Anfang März 1999 wurde Ta Mok in Begleitung von vier seiner Getreuen an der Grenze von Thailand von Regierungstruppen verhaftet. Seine Parteisäuberungen hatten Zehntausende das Leben gekostet.
Pol Pot starb am 15. April 1998 unter ungeklärten Umständen in Anlong Veng im Norden Kambodschas als Gefangener von Ta Mok. Farbfotos zum Beweis für seinen Tod wurden vorgelegt.
Am 25. Dezember 1998, genau 20 Jahre nach dem Einmarsch der Vietnamesen, stellten sich mit Ex-Staatschef Khieu Samphan und Chefideologe Nuon Chea zwei der letzten hochrangigen Führer der Roten Khmer, nach Pol Pot bzw. dessen Nachfolger Ta Mok die „Brüder Nr. 2 und 3“, den kambodschanischen Behörden und entschuldigten sich für die von ihnen begangenen Verbrechen. Am 6. Dezember 1998 kapitulierten nach offizieller Lesart die letzten Kampfverbände. Dabei wurde auf dem Gelände des Tempels von Preah Vihear eine Übereinkunft zwischen Regierung und Roten Khmer ausgehandelt, ein Kontingent von 500 Khmer-Kämpfern samt Offizieren in die Nationalarmee zu übernehmen.
Für den Zerfall der Roten Khmer gab es also mehrere Ursachen. Einmal die Win-Win Politik von Hun Sen und die Bildung einer Koalitionsregierung zwischen der CPP und dem ehemaligen Verbündeten der Roten Khmer, der FUNCIPEC. Aber auch der Rückzug der Vietnamesen aus dem Land. Die Roten Khmer begründeten ihre Existenz mit dem Kampf für das Vaterland und den Kampf gegen Vietnam und die Vietnamesischen Truppen. Die Hun Sen-Regierung wäre nur eine Marionette der Vietnamesen gewesen. Nach dem Rückzug kämpften Kambodschaner gegen Kambodschaner. China sowie andere Staaten wie Singapur und Malaysia stellten nach den Wahlen 1993 ihre Hilfen an die Roten Khmer ein. Die Frontkommandeure mussten eigene Wege suchen, ihre Truppen zu finanzieren. Dadurch schwand die Macht der Zentrale in Anlong Veng. Die Kommandeure betrieben eine eigene Politik und öffneten ihre Gebiete für thailändische Holz- und Bergbaukonzerne. Sie vergaben Schürfrechte und Lizenzen an die Thai und unterminierten dadurch ihre eigene Ideologie. Die Roten Khmer Soldaten sahen einfach keinen Sinn mehr im Kampf gegen eine demokratisch gewählte Regierung und ganze Divisionen der Roten Khmer liefen über. Aber auch interne Streitigkeiten führten zum Zusammenbruch. Dabei ging es um die Frage, inwieweit privater Handel und private Wirtschaft in den gehaltenen Gebieten zugelassen werden sollten. Die Kommandeure in Pailin und im Südwesten setzten auf mehr Marktwirtschaft, die Hardliner in Anlong Veng sträubten sich dagegen.

## Rolle westlicher Staaten
Die Roten Khmer wurden auch nach ihrer Entmachtung infolge der vietnamesischen Okkupation von den Vereinten Nationen als legitime politische Vertretung Kambodschas anerkannt, da einige westliche Staaten, insbesondere die Vereinigten Staaten, eine Legitimierung der vietnamesischen Besetzung ablehnten. In diesem Zusammenhang standen auch Aussagen wie von Margaret Thatcher:

“So, you’ll find that the more reasonable ones of the Khmer Rouge will have to play some part in the future government, but only a minority part. I share your utter horror that these terrible things went on in Kampuchea.”

„Sie werden also feststellen, dass die Vernünftigeren unter den Roten Khmer eine gewisse Rolle in der zukünftigen Regierung spielen werden müssen, jedoch nur eine mindere Rolle. Ich teile Ihr äußerstes Entsetzen, dass diese furchtbaren Dinge in Kambodscha vor sich gegangen sind.“

 Schweden dagegen distanzierte sich von den Roten Khmer, nachdem dies von vielen schwedischen Bürgern gefordert worden war.
Es ist davon auszugehen, dass die Rote-Khmer-Guerilla in ihrem Kampf gegen die vietnamesische Besatzungsmacht und gegen die von dieser unterstützte, von den kambodschanischen Bürgern gewählte Regierung auch durch verdeckte Waffenlieferungen von westlicher Seite unterstützt wurde. So setzten sie beispielsweise Panzerabwehrwaffen der westdeutschen Firma MBB im Kampf gegen die Regierungstruppen ein. Darüber hinaus ist bekannt, dass die Roten Khmer und ihre Verbündeten vom britischen Special Air Service im Umgang mit Landminen und anderen Waffen geschult wurden. Die von den Guerillas verlegten Minen stellen noch Jahrzehnte später ein beträchtliches Problem für die Bevölkerung dar. Bis zum Jahr 2007 waren etwa 15 % der Kambodschaner durch Unfälle mit Landminen betroffen.

## Gegenwart
Kämpfer und Kader der ehemaligen Kommunistischen Partei sind nach Angaben von Beobachtern immer noch im Untergrund von Kambodscha aktiv, stellen aber für den bestehenden Staat keine unmittelbare Gefahr mehr dar.
Das Rote-Khmer-Tribunal, ein Ad-hoc-Strafgerichtshof, ursprünglich nach dem Vorbild des ICTY in Den Haag und des ICTR in Arusha geplant, nun aber nicht unter UN-Recht, nahm am 31. Juli 2007 seine Arbeit auf – nachdem bereits im August 1979 in Phnom Penh ein Volkstribunal der provietnamesischen Regierung unter Berufung auf das Londoner Statut von 1945 Pol Pot und seinen Vizepremier und Außenminister Ieng Sary aufgrund ihrer Verbrechen gegen die Menschlichkeit verurteilt hatte. Hier reagierte die westliche Welt unter der Führung der USA noch anders: Mit diesem „Schauprozess“ und „Propaganda-Theater“ hätten die kambodschanischen Kommunisten von der militärischen Intervention Vietnams ablenken wollen.
Das Tribunal wurde nur für Angehörige der obersten Führungsriege angestrebt, da zu viele Politiker des heutigen Kambodscha, wie zum Beispiel der bis 2023 amtierende Ministerpräsident Hun Sen, auf eine rote Vergangenheit blicken. Auch ist die Zeitspanne, die Gegenstand der Verhandlungen ist, auf die Eroberung und den Fall der Hauptstadt begrenzt, da sonst eventuell auch die USA, China, Vietnam und vielleicht sogar die Vereinten Nationen auf der Anklagebank sitzen müssten.
Einige ehemalige Rote Khmer sind zum Christentum übergetreten, da sie sich hier mehr Vergebung erhoffen, so auch der vormalige Kommandant des Sicherheitsgefängnisses 21 in Phnom Penh, Durch. Aus dem Gefängnis stammt ein Großteil der die Roten Khmer belastenden Dokumente.
Einige noch lebende Führungskader der Roten Khmer wie Nuon Chea, Khieu Samphan und Ieng Sary führten zunächst ein zurückgezogenes Leben in Pailin und gaben vor, von nichts gewusst zu haben. Khieu Samphan hatte seine Memoiren mit der Absicht veröffentlicht, das kambodschanische Volk davon zu überzeugen, dass er an den Massakern nicht beteiligt gewesen sei, das Land als Staatspräsident nur nach außen hin vertreten und erst vor kurzem die Wahrheit über die Gräueltaten während des Regimes seiner Mitstreiter erfahren habe. Im Falle einer Anklage wollte er sich von dem französischen Anwalt Jacques Vergès vertreten lassen, den er aus seiner Studentenzeit in Paris noch kenne und der auch die Verteidigung unter anderem von Klaus Barbie und Carlos übernommen hatte. Ieng Sary hatte sich schon 1996 offiziell zum Demokraten gewandelt und war für den Fall, dass man ihm Straffreiheit zusichert, auch bereit, vor einer Historikerkommission auszusagen. Hier wurde wohl von einer Kommission ähnlich der Wahrheits- und Versöhnungskommission in Südafrika ausgegangen. Dies entsprach nicht dem Plan für das Verfahren, bei denen die Hauptschuldigen verurteilt werden sollten. Alle drei wurden schließlich verhaftet und dem Rote-Khmer-Tribunal überstellt. Die Festnahme von Nuon Chea erfolgte am 19. September 2007 im kambodschanischen Dschungel. Am 12. November 2007 folgte auch die Festnahme von Ieng Sary zusammen mit seiner Frau Ieng Thirith und wenige Tage später, am 18. November 2007, die Festnahme von Khieu Samphan.
Gesichert ist das Beweismaterial. Die Akribie der Roten Khmer und die überstürzte Flucht Duchs bei dem Einmarsch der Vietnamesen ermöglichen es, die Verbrechen der Roten Khmer aufgrund von etwa 500.000 Seiten Dokumentationsmaterial nachzuzeichnen. 8.000 Massengräber konnten lokalisiert werden. Von den schätzungsweise 1,5 Millionen Toten, für welche die Protagonisten des Terrorregimes verantwortlich gemacht werden, sind 31 % durch Hinrichtungen oder Folter bedingt, der Rest ergibt sich aus den Folgen von Unterernährung, Zwangsarbeit, fehlender medizinischer Versorgung usw.
Die kambodschanische Nationalversammlung ratifizierte am 4. Oktober 2004 ein Abkommen mit den Vereinten Nationen, welches das Rote-Khmer-Tribunal ermöglicht. Seine Durchführung war anfangs fraglich, unter anderem da sich die USA weigerten, sich an den auf 65 Mio. US-Dollar geschätzten Kosten zu beteiligen. Mittlerweile ist es den UN-Mitgliedstaaten aber gelungen, das Tribunal finanziell zu sichern. Auch der Streitpunkt, woher die Richter kommen sollen, konnte beigelegt werden. Anders als am Internationalen Strafgerichtshof für das ehemalige Jugoslawien wird die Mehrheit der Richter kambodschanisch sein und kambodschanisches Recht gelten. Um Bestechung und Ähnliches zu verhindern, soll das Urteil nur gültig sein, wenn mindestens ein ausländischer Richter zustimmt.
Am 17. Februar 2009 wurde der erste Prozess vor dem Rote-Khmer-Tribunal eröffnet. Angeklagt waren fünf Anführer der Roten Khmer, u. a. der ehemalige Leiter des Sicherheitsgefängnisses 21, Kaing Guek Eav, alias „Duch“, der von März 1976 bis Anfang 1979 das berüchtigte Gefängnis Tuol Sleng, das auch „Sicherheitsbüro“ S-21 genannt wurde, leitete und dem Verbrechen gegen die Menschlichkeit vorgeworfen werden. Am 26. Juli 2010 verurteilte das Tribunal Kaing Guek Eav zu 35 Jahren Haft, wobei ein Teil davon schon als verbüßt gilt und der 67-Jährige nur noch 19 Jahre absitzen muss. In der Berufungsverhandlung wurde die Strafe am 3. Februar 2012 auf lebenslange Haft erhöht.
Am 7. August 2014 verkündete das Tribunal das Urteil im Prozess gegen Nuon Chea und Khieu Samphan. Beide wurden wegen Verbrechen gegen die Menschlichkeit zu lebenslanger Haft verurteilt.

## Flagge der Roten Khmer

Flagge der Kommunistischen Partei von Kambodscha

Monatio-Flagge

Wenig ist bekannt über die Symbolik der Roten Khmer. Als einziges Symbol ihrer Organisation diente wahrscheinlich eine einfache rote Flagge, möglicherweise teilweise mit Hammer und Sichel versehen. Im Westen wurde den Roten Khmer fälschlicherweise eine blau-rote Flagge mit weißem Kruckenkreuz zugeschrieben. Dabei handelte es sich jedoch um die Flagge der Monatio (französisch für Mouvement National, „Nationale Bewegung“), einer kleinen nationalistisch ausgerichteten Studentenbewegung. Deren Anhänger stürmten unmittelbar vor dem Einmarsch der Roten Khmer in Phnom Penh das Informationsministerium und gaben sich als Rote Khmer aus. Aufgrund des Chaos in der Stadt wurden diese Angaben nicht verifiziert und daher auch deren Flagge den Roten Khmer zugeschrieben.
Am 5. Januar 1976 führten die Roten Khmer eine neue Verfassung für das Land ein. Dabei legte Artikel 16 im Kapitel 11 folgendes fest: Das Design und die Bedeutung der kampuschanischen Nationalflagge sind wie folgt: Der Hintergrund ist rot, mit einem gelben dreitürmigen Tempel in der Mitte. Der rote Hintergrund symbolisiert die revolutionäre Bewegung, den entschlossenen und tapferen Kampf des kampuschanischen Volkes für die Befreiung, Verteidigung und den Aufbau seines Landes. Der gelbe Tempel symbolisiert die nationalen Traditionen der Kampuschaner, die das Land verteidigen und aufbauen, um es immer wohlhabender zu machen.
Am 6. April 1976 akzeptierte die UN den Flaggenwechsel des Landes.

## Ausstellung
- 2015: Die Roten Khmer und die Folgen. Dokumentation als künstlerische Erinnerungsarbeit, Akademie der Künste, Berlin.[99]

## Mediale Rezeption
- Der weite Weg der Hoffnung (2017, Regie: Angelina Jolie; nach dem autobiographischen Roman von Loung Ung).
- Das fehlende Bild (Originaltitel: „L’image manquante“, Frankreich 2013, Buch/Regie: Rithy Panh); Dokumentation des Autors und Regisseurs über seine Kindheit in einem Umerziehungslager der Roten Khmer, Originalfilmmaterial und Animation mit Tonfiguren und Dioramen.
- Enemies of the People (Dokumentation, 2009, Regie: Thet Sambath, Rob Lemkin).
- S-21: Die Todesmaschine der Roten Khmer (2003, Regie: Rithy Panh).
- Les Khmers rouges – Die Roten Khmer (Dokumentarfilm in drei Teilen, Frankreich 2001, Buch/Regie: Adrian Maben).
  - Teil I: Pouvoir et terreur (Bilanz des Schreckens).
  - Teil II: Le mystère Pol Pot (Das System Pol Pot).
  - Teil III: Crime sans châtiment (Schuld ohne Sühne).
- The Killing Fields – Schreiendes Land (1984, Regie: Roland Joffé; über die Freundschaft zwischen dem amerikanischen Journalisten Sydney Schanberg und seinem kambodschanischen Kollegen Dith Pran).
- Die Angkar (Dokumentation, 1981, 89 Minuten, Regie: Walter Heynowski und Gerhard Scheumann).